# Calbe (Saale)
Calbe település Németországban, azon belül Szász-Anhalt tartományban. Lakosainak száma 8078 fő (2023. december 31.).

## Népesség
A település népességének változása:
| Lakosok száma | 8991 | 8708 | 8609 | 8179 | 8222 | 8078 |
|               | 2014 | 2017 | 2019 | 2021 | 2022 | 2023 |